# Louise Servicen
Louise Servicen, née à Constantinople le 2 mars 1896 et morte à Boulogne-Billancourt le 1er novembre 1975, est une traductrice d'origine arménienne. Elle fut en particulier la traductrice française de Thomas Mann et de Luigi Pirandello.

## Biographie

### Origines et enfance
Louise Servicen (Serviçen ou Servitchen, selon la translittération) voit le jour dans une famille de patriciens arméniens. Sa mère, Astine (née Vahan, 1870-1964), était une des petites-filles d’Arakel Bey Dadian (1824-1912) et une des nombreuses arrière-petites-filles de Boghos Bey Dadian. Les princes Dadian étaient des amiras, c’est-à-dire des grands seigneurs, de grands aristocrates arméniens de l’Empire ottoman. Ils détenaient un monopole sur les poudrières impériales et sur l’armement, et jouèrent un rôle de premier ordre dans le processus d’industrialisation de l’Empire ottoman. Cette dynastie compta également de grands financiers, des banquiers, des bailleurs de fonds dévoués aux hauts dignitaires musulmans, des hauts fonctionnaires, etc. Ils représentaient l’intelligentsia arménienne, faisaient leurs études secondaires en France et habitaient de vastes demeures au bord du Bosphore, dans les banlieues huppées de Constantinople (San Stefano, par exemple). Le père d’Astine se nommait Hovhannes Sarkis Vahanian (1832-1891) - ou Vahan Efendi, selon son titre honorifique - et fut un haut fonctionnaire de l’Empire ottoman : après des études de chimie en France (1848-1853), Vahanian était devenu sous-secrétaire de plusieurs ministères d’Empire, au Commerce, à l’Éducation, à la Justice enfin.
Le père de Louise Servicen, Gabriel Servicen (1858-1931), était ingénieur, diplômé de l'École Centrale de Paris et sous-secrétaire du Ministère des Travaux publics à Constantinople : dans ce cadre, il fut chargé de rédiger une étude minutieuse sur la Bagdad-Bahn, la ligne ferroviaire reliant Konya à Bagdad. Gabriel Servicen était par ailleurs le fils d'un riche et éminent médecin arménien, Serovpe Viçenyan (1815-1897) qui, dans les années 1830, avait effectué ses études de médecine à Paris et à Pise et occupa, de retour dans l'Empire ottoman, diverses fonctions professorales, administratives et politiques, en plus de s'engager en faveur du peuple arménien et des pauvres et de développer parallèlement une activité de journaliste et d'écrivain.
Petite-fille de haut fonctionnaire et de grand médecin et fille d'un ingénieur sous-secrétaire d'État, Louise Servicen naît donc dans un milieu où les pouvoirs politique, administratif et économique étaient intimement mêlés, mais où le goût pour les langues, la littérature, la musique et les humanités n'était pas sacrifié. L'historienne d'origine arménienne Anahide Ter Minassian décrit bien dans son article consacré à la dynastie des princes Dadian les stratégies maritales de cette grande famille du XIXe siècle, mais également l’éducation des enfants dans ces familles nombreuses. Les garçons de cette élite arménienne recevaient d’abord l’enseignement de précepteurs (ainsi, Serovpe Viçenyan apprit le français, l'italien et le grec auprès de ce genre de professeurs privés), puis accompagnaient leur père dans ses tournées européennes et étaient alors inscrits dans les établissements secondaires ou à l’université en France ou au Royaume-Uni. Leur formation effectuée, ils retournaient dans l’Empire ottoman pour s’établir dans la vie professionnelle. Les filles de cette intelligentsia arménienne étaient quant à elles confiées à des gouvernantes et à des préceptrices françaises ou anglaises, lisaient des romans français, pratiquaient le chant, le piano, la mandoline, fréquentaient les institutions européennes ou arméniennes pour jeunes filles et apprenaient les langues étrangères. Elles servaient occasionnellement d’interprètes lors des visites de hauts dignitaires étrangers. Ces informations sur l'éducation des jeunes Arméniens et Arméniennes sont extrêmement importantes dans la compréhension des dons de polyglotte de Louise Servicen. Astine Servicen maîtrisait elle-même plusieurs langues (outre l'arménien et surtout le français qui était la langue quasi maternelle de l'intelligentsia arménienne) et, forte d'un tempérament éminemment littéraire, tenait salon à Constantinople. Fille unique, Louise grandit dans cet univers où l’on débattait de la littérature mondiale. Outre les connaissances que put lui transmettre essentiellement sa mère - une femme d'une intelligence et d'une culture immenses à qui elle devait tout, selon ses propres mots -, la jeune fille reçoit exclusivement l’enseignement de gouvernantes anglaises et allemandes, puis, plus tard, de professeurs de lycée qui venaient lui donner des leçons particulières. Elle apprend ainsi l’italien, l’allemand et l’anglais, sans s’être jamais rendue « sur le terrain », au contact direct de ces pays étrangers. Dans un article consacré en 1973 à la traductrice, Jacques Brenner souligne d'ailleurs cet aspect de l'éducation de Louise Servicen : « On imagine Louise Servicen bardée de diplômes. Il n’en est rien. Pas plus que Thomas Mann, elle n’a passé son baccalauréat. Mais elle est, comme lui, issue d’une grande famille bourgeoise amie des arts et de culture internationale ».
En 1929, plusieurs années après le génocide arménien et les massacres qui durèrent de 1915 à 1922, les Servicen, qui avaient échappé au drame, mais perdu tous leurs biens, comme nombre d'autres Dadian, décident d'émigrer à Paris où ils s'installent dans un petit appartement du 10 square du Thimerais (XVIIe arrondissement). Louise et sa mère, veuve dans les années 1930, mènent là une existence extrêmement modeste. Malgré l’exiguïté de ce petit logement aménagé à l’orientale, Astiné Servicen s’efforce de recréer au fil des ans un petit salon littéraire, entreprise facilitée par la carrière de traductrice que Louise était alors en train d'embrasser, à la grande satisfaction de sa mère, qui avait été son initiatrice en la matière.

### Premières traductions, premières commandes
Louise Servicen, qui peut donc compter sur de solides connaissances dans cinq langues, accomplit ses premiers travaux de traduction à la fin des années 1920. Sa première traduction, ainsi qu'elle le confie à Jacques Brenner, est celle d'un essai de Bertrand Russell, à l'usage exclusif de son père : « Je n’étais pas sûre de très bien comprendre ce que je traduisais », avouera-t-elle.
En 1928, par l'entremise du critique Benjamin Crémieux (1888-1944), grand connaisseur de la littérature italienne et premier traducteur, avec sa femme, de Luigi Pirandello, la jeune femme fait ses premiers essais de traduction de l'italien dans le cadre d'une anthologie de littérature italienne publiée par Kra / Le Sagittaire : Panorama de la littérature italienne. Crémieux est aussitôt séduit par ce premier travail qu’il qualifie, à en croire une dédicace adressée à la traductrice (fonds privé), de « coup de maître ». Deux ans plus tard, Louise Servicen traduit pour Gallimard, sans doute toujours sur la recommandation de Crémieux, le roman Un, personne et cent mille de Pirandello, devenu dans l'intervalle prix Nobel de littérature (1934).
Les commandes pour la NRF-Gallimard se multiplient dans la première moitié des années 1930, cette fois-ci majoritairement dans le domaine anglo-saxon. Louise Servicen livre la traduction d'une biographie, d’un roman de littérature populaire et d’une étude économique : La Vie d’Ibsen le constructeur, d’A. E. Zucker (1931), puis de Fleurs et Éléphants (1933), un roman sur l’Inde de l’auteure britannique Constance Sitwell, et enfin Mexique : Etude comparée de deux Amériques (1935), une histoire du Mexique par l’économiste américain Stuart Chase. Parallèlement à ces commandes, elle effectue également jusqu'en 1935 des traductions « alimentaires » de romans à feuilletons dans le journal Le Figaro.

### 1935: l'année Thomas Mann
Pour la carrière de la traductrice, l'année 1935 représente un tournant décisif. La raison n'en réside pas dans sa traduction de l'étude de l'économiste Chase ni dans ses activités alimentaires au service du Figaro, mais dans l'exigeante et prestigieuse mission que lui confie Gallimard dans le courant de 1933 : traduire Les Histoires de Jacob, le premier volume de la vaste tétralogie de Thomas Mann portant sur la fin de la Genèse, Joseph et ses frères. Thomas Mann est auréolé du prestigieux prix Nobel de littérature, obtenu quelques années plus tôt (1929), et jouit d'une popularité grandissante auprès des éditeurs et lecteurs français, grâce aux efforts d'importation de nombreux médiateurs du champ littéraire et universitaire français (tels Félix Bertaux, ami et correspondant des frères Mann, Maurice Boucher, Charles du Bos, Edmond Jaloux et sa fameuse rubrique « L'Esprit des Livres », dans Les Nouvelles littéraires, André Gide, Jean Giraudoux, etc.), ainsi qu'à plusieurs visites en France, à Paris en particulier, où Thomas Mann tient des conférences à l'invitation d'universitaires germanistes et d'écrivains français : une première visite, retracée en détail dans l'essai Pariser Rechenschaft a lieu en janvier 1926, à l'occasion de laquelle l'écrivain est solennellement reçu à la Sorbonne et dans diverses institutions (le PEN-Club par exemple) ; une seconde a lieu en mai 1931, lors de laquelle Thomas Mann tient une conférence à Strasbourg, puis à Paris, à l'I.I.C.I. (un organe de la Commission Internationale de Coopération Intellectuelle, située au Palais-Royal) et à l'Institut germanique de la Sorbonne, et rencontre, outre Félix Bertaux, André Gide, François Mauriac, Paul Morand, Jean Giraudoux, Jean Schlumberger et Jean Cocteau - autant de personnalités étroitement liées à la NRF.
Jusqu'en 1935, l'œuvre de Thomas Mann a été traduite par des traducteurs de statuts différents, pour différentes maisons. Chronologiquement, les ouvrages de l'écrivain allemand passèrent entre les mains de Stock (en 1923, la traductrice Geneviève Maury livre une version de Tonio Kröger et de quatre autres nouvelles), de Simon Kra, puis de Fayard. Parmi les premiers traducteurs, on trouvait d'un côté les germanistes de métier, particulièrement appréciés de Thomas Mann, comme nous le révèle aujourd'hui la correspondance publiée dans la Große Frankfurter Ausgabe (éditions Fischer) : Félix Bertaux, correspondant de Heinrich Mann, traduisit avec la collaboration de Charles Sigwalt, agrégé d'allemand, professeur et figure éminente des langues vivantes, La Mort à Venise, pour les éditions du Sagittaire de Simon Kra ; Geneviève Bianquis traduisit quelques nouvelles et deux romans de jeunesse, Altesse royale − publié en 1931 par Delagrave − et Les Buddenbrook (Fayard, 1932) ; Joseph Delage, directeur de la fameuse Revue rhénane (Mayence), traduisit enfin Les Confessions du chevalier d’industrie Felix Krull, précédées de deux nouvelles restituées par G. Bianquis (Désordre, suivi de Maître et Chien, Kra, 1929). Face à ces germanistes de métier se trouvaient des traductrices et traducteurs professionnels, dont certains sont aujourd’hui tombés dans l’oubli : Geneviève Maury ; Gabrielle Valère-Gille, traductrice des nouvelles Au temps de l'inflation (titre français, au demeurant apprécié de Thomas Mann, de sa nouvelle Unordnung und frühes Leid, publiée pour la première fois dans La Revue de France en octobre 1926 sous la plume de G. Valère Gille et retraduite quelques années plus tard par G. Bianquis) et Tristan (paru en prépublication dans La Revue de France en mars 1926, puis publié par Kra en 1930), pressentie pour d'autres nouvelles et le roman Altesse royale, mais finalement évincée ; Denise van Moppès, essentiellement traductrice de l’anglais, signa la traduction de la nouvelle Sang réservé en 1931 (Grasset) ; André Gailliard, traducteur de Mario et le magicien en 1932 (Stock) ; Maurice Betz enfin, le plus connu d'entre eux, révélé par son statut de traducteur attitré de Rilke, accomplit une traduction - jugée inégale - du fameux roman La Montagne magique (Fayard, 1931), alors qu'il menait de front une activité intense de traducteur, d'écrivain et de conseiller éditorial des éditions Emile-Paul frères.
Thomas Mann dut éprouver quelque réconfort lorsqu'en 1931-1932, ses deux grands romans, La Montagne magique et Les Buddenbrook, furent traduits et commercialisés par Fayard (sous la houlette du directeur de la collection étrangère, André Levinson), puis lorsqu'en septembre 1933, les prestigieuses éditions Gallimard acquirent les droits de la tétralogie de Joseph, après le désistement de Fayard et de Plon. Simon Kra et ses éditions du Sagittaire s'étaient, il faut dire, avérés à la longue une affaire peu prometteuse : après avoir évoqué en janvier 1926, lors de la visite de Thomas Mann à Paris, la possibilité d'éditer dans sa maison tous les travaux de l'écrivain allemand, Léon Pierre-Quint avait brusquement découvert l'ampleur des Buddenbrook et surtout de La Montagne magique qui, malgré un succès certain dans les pays de langue allemande, fut en 1927 jugé trop épais et donc invendable par le directeur littéraire du Sagittaire, sauf coupures importantes dans le texte original. En 1927, les deux romans-phares de Thomas Mann n'avaient donc ni éditeur, ni traducteur attitrés en France. Comme le révèle la correspondance de Thomas Mann avec Félix Bertaux, le romancier redoutait en outre le risque d'éparpillement et d'hétérogénéité que constituaient certaines traductions à quatre mains acceptées par Kra. Le cas de Gabrielle Valère-Gille illustre tout à fait cette appréhension : la traductrice se chargea, toujours pour Le Sagittaire, de la traduction de plusieurs nouvelles (Tristan, Désordre) et fut même pressentie pour le roman Altesse royale ; mais Thomas Mann, qui gardait un œil sur les traductions de ses ouvrages (par le truchement de F. Bertaux, mais aussi celui de sa propre femme Katia, qui comprenait et parlait très bien français), ne fut pas satisfait du manuscrit de la traductrice et demanda en mars 1927 à son ami Bertaux de réviser ces traductions. Gabrielle Valère-Gille fut finalement laissée de côté : même si sa traduction de Tristan fut publiée, après avoir été peut-être révisée à son tour par Bertaux ou Bianquis (qui signe par ailleurs une traduction de la nouvelle Le Chemin du cimetière, contenue dans le même volume), ce fut justement la germaniste Bianquis qui, avec l'aide de « collaboratrices » anonymes ou presque (seul subsiste le nom de son amie d'études licenciée d'allemand Jeanne Choplet), assure finalement la traduction de Désordre et d'Altesse royale, puis, plus tard, des Buddenbrooks. Aussi la perspective d'une politique de traduction suivie, chez Fayard, voire, mieux encore, chez Gallimard, dissipe vraisemblablement les craintes de morcellement qu'éprouvait Thomas Mann vers la fin des années 1930.
À partir de 1933, Gallimard, représenté par son jeune et célèbre directeur de collection André Malraux, se rapproche donc de Thomas Mann par le truchement d'Antonina Vallentin-Luchaire (1893-1957) : cette Polonaise, née Silberstein à Lwow, en Galicie, avait, en qualité de journaliste et d'écrivain, fréquenté dans le Berlin de la République de Weimar les avant-gardes artistiques et nombre de personnalités des sphères politique (Stresemann notamment, dont elle fut la secrétaire et amie), scientifique (Albert Einstein) et littéraire (les frères Mann, Stefan Zweig, H. G. Wells, etc.). Après avoir épousé Julien Luchaire, ancien président de la C.I.C.I., en 1929 et acquis la nationalité française, cette femme de lettres polyglotte, qui traduisait vers l'allemand, se rapproche des exilés allemands et envisage en 1933 de créer, sous l'égide des éditions Gallimard et Hachette, une collection populaire bilingue d'ouvrages d'exilés, dont le fleuron aurait été Thomas Mann. Si l'entreprise ne voit jamais le jour, c'est « Tosia » qui, comme nous l'apprend une annotation de Mann dans son journal intime (17 septembre 1933), transmet à l'éditeur Gallimard et à ses directeurs de collection étrangère le premier volume de la tétralogie de Joseph.
Gallimard confie donc cette mission de traduction exclusivement à Louise Servicen, qui s'acquitte de sa tâche en fort peu de temps : alors que l'éditeur parisien faisait parvenir le 30 septembre 1933 le contrat pour la traduction de Joseph à Thomas Mann, Louise Servicen, alias Louis Vic, annonce cinq mois plus tard (19 février 1934) à l'écrivain que la traduction du premier volume est achevée. Comment expliquer ce choix de Louise Servicen pour traduire une valeur montante de la littérature allemande ? Certes, Louise Servicen s'est déjà fait la main sur quelques ouvrages commandés par la NRF, mais demeure, comparée à d'autres noms plus prestigieux tels que Maurice Betz, Félix Bertaux ou Geneviève Bianquis, pour ne citer que ces exemples, relativement peu connue à l'époque. Outre les relations déjà existantes entre Servicen et Gallimard, on peut expliquer cette décision de Gallimard par une volonté de rompre avec les traductions et traducteurs (largement universitaires, et peut-être par crainte, donc, du « français d'agrégé » des universitaires) du Sagittaire, mais aussi par le talent, l'efficacité et l’instinct littéraire certains qui caractérisent la jeune traductrice et qui firent en quelques années seulement sa réputation. En un temps où l'on faisait si peu confiance aux traducteurs, la médiocrité des traductions « industrielles » rejaillissant sur l’image de la traduction en général, le choix de Gallimard pouvait donc s’expliquer par l’efficacité, les qualités littérale et littéraire et la rigueur dont faisait preuve Louise Servicen (et, dans l’ombre, sa mère Astiné). À cet égard, lorsqu’en 1969 elle s’aperçoit, alors même que le volume allait être envoyé sous presse à 20000 exemplaires, d’un contresens dans ses traductions de nouvelles de Henry James pour Aubier-Montaigne, Louise Servicen est véritablement mortifiée et écrivit aussitôt à Madeleine Aubier-Gabail, fille de Fernand Aubier : « Chère Madame, je suis plongée dans la consternation et viens battre ma coulpe ! Le petit volume de Henry James se présente très joliment mais je suis terrifiée de découvrir, à la p. 145, lignes 14 à 17, un absurde contresens qui, hélas, m’est imputable, résultat d’une lecture trop hâtive ! Je suis atterrée et vous supplie de bien vouloir faire mettre au plus vite un erratum, naturellement à mes frais. C’est la première fois que je relève un contresens dans une de mes traductions, et il a fallu que cela arrive dans une édition bilingue… ». Cette réaction est tout à fait caractéristique de l'extrême rigueur dans le travail de Louise Servicen.
En 1936 et 1938 paraissent respectivement les tomes 2 et 3 de cette tétralogie de Joseph, toujours sous la plume de Louise Servicen : Le Jeune Joseph et Joseph en Égypte. En août 1936, Thomas Mann cède d'ailleurs, à en croire une annotation de son journal intime, une partie de ses honoraires à la traductrice afin qu'elle puisse poursuivre et achever sa besogne. Le dernier tome, Joseph le Nourricier, n'est malgré tout publié que dix ans plus tard. Ce travail de haute volée sur la tétralogie de Thomas Mann qui, tous tomes confondus, dépasse la volumineuse Montagne magique, n'empêche pas la traductrice d'accomplir parallèlement des traductions plus « alimentaires ». Ainsi, en 1937, elle donne une version d'un livre de souvenirs d’Eugénie Schumann sur son père, le compositeur Robert Schumann, puis, en 1939, un roman noir de l’auteure britannique Dorothy L. Sayers pour la collection du Masque : Lord Peter et l'Inconnu, Librairie des Champs-Élysées).

### Louise Servicen, Louis Vic, Pierre Vence, Louis Eze? La question des pseudonymes
Fait surprenant, Les Histoires de Jacob est la seule traduction de Thomas Mann que Louise Servicen ne signe pas de son propre nom, mais du pseudonyme de Louis Vic. Il est probable que Louise Servicen se servit de ce pseudonyme masculin pour contacter pour la première fois Thomas Mann, en février 1934. Jacques Brenner écrit pour sa part qu'elle signa du nom de Louis Vic « parce que certains passages du livre étaient ce qu'on appelait à l'époque « osés » et qu'elle ne voulait pas risquer de scandaliser quelques vieux amis de sa famille ». L'écrivain allemand, manifestement convaincu du sexe de son traducteur, mentionne ainsi dans son journal intime, à la date du 19 février 1934 : « Lettres du traducteur français des Histoires de Jacob qui m'annonce l'achèvement de son travail et me pose quelques questions ». On peut se demander ce qui pousse la traductrice à pareil choix, quand on sait qu’elle n’a fait aucun mystère de son patronyme pour les traductions précédentes - abstraction faite de sa collaboration anonyme au Panorama de la littérature italienne de Crémieux. On pourrait également se demander si, au-delà de la question de la moralité de l'ouvrage, Louise Servicen ne chercha pas ponctuellement à adopter la stratégie de certaines femmes traductrices ou écrivaines qui, comme Aline Mayrisch (alias Saint Hubert), Barbara Church (alias Germain Landier) ou Suzanne Clauser (née von Adler, alias Dominique Auclères ), optèrent pour un nom de plume masculin, billet d'entrée peut-être plus efficace dans le monde littéraire ?
Cette question du recours au pseudonyme est à un autre égard problématique : sous l’Occupation, Louise Servicen qui, comme d'autres traducteurs (Armand Pierhal, Raymond Henry ou Paul Genty), accomplissait des lectures de lecture germanique chez Albin Michel, traduisit sous son propre nom, pour la collection des maîtres étrangers de cette même maison, Le Naufrage de l’Anna-Hollmann de Gustav Frenssen, romancier patriotique particulièrement apprécié des nazis et lui-même proche du national-socialisme. Ainsi que le prouve le dossier Fallada contenu dans les archives de la maison d'édition (IMEC), Albin Michel, lancé dans sa politique de traduction et de publication d'œuvres romanesques de Hans Fallada, avait en outre confié dès 1941 à Louise Servicen la lecture et la traduction de Gustave-de-fer, vaste roman-scénario populiste que son auteur Hans Fallada avait dû retravailler partiellement à la demande de Goebbels, afin de greffer un passage en faveur des nazis. Louise Servicen, dont le nom figure explicitement dans les courriers et contrats relatifs à l'édition de Gustave de Fer (la traductrice accusa réception du forfait de 10 000 francs pour la traduction, remit son travail à l'été 1942 et soumit deux versions du prière d'insérer à l'éditeur), signa cependant son travail sous le nom de Pierre Vence, qui est également le nom utilisé pour signer, en 1943, toujours chez Albin Michel, la traduction de Jörn Uhl de G. Frenssen. Ce nom de Pierre Vence comporte évidemment, comme celui de Louis Vic, certaine parenté onomastique avec celui de Servicen. Pourquoi la traductrice aurait-elle pris soin de camoufler son identité dans le cas de Fallada et de laisser imprimer en toutes lettres son nom sur la couverture du roman de Frenssen ? Le mystère demeure entier, mais certaines réticences de la traductrice à la fois face à la censure allemande, à certaines allusions politiques et à la moralité des œuvres traduites (Louise Servicen écrit ainsi, dans un rapport de lecture sur Gustave de Fer : « J'ai marqué d'un papier bleu certains passages contenant des appréciations ou allusions politiques pénibles pour le lecteur français et qui pourraient facilement être atténuées. De même, deux brefs passages relatant des scènes assez déplaisantes (et d'un parallélisme pour le moins inutile) entre deux femmes - dont une Française - d'une part et deux hommes d'autre part. On pourrait également les atténuer (ou même supprimer le premier) sans que l'intelligence ou l'intérêt du récit en souffre », archives Albin Michel, IMEC), expliquent ce recours au pseudonyme. Louise Servicen adopte par ailleurs, bien des années plus tard, le pseudonyme de Louis Eze pour cosigner, avec son amie Jeanne Naujac, une traduction d'essais du très controversé Ernst Jünger (Rivarol et autres essais, Grasset, 1974).
Une chose est sûre : avec la mise au ban de Thomas Mann, sous l'Occupation allemande, Louise Servicen doit, en attendant des temps meilleurs, se procurer quelques traductions alimentaires afin d'assurer sa subsistance immédiate. C'est ce que prouve cette lettre du 26 mai 1943 à Robert Esmenard, gendre d'Albin Michel : « J'ai terminé la traduction du petit livre de Willy Kramp, et je la laisse dormir avant de la revoir avec des yeux nouveaux et de l'envoyer à la dactylographe - puisque vous m'avez dit que rien ne pressait. Entretemps, si vous avez un autre travail...? » (archives Albin Michel, IMEC). Secrètement cependant, elle continue de traduire l’œuvre de Thomas Mann : Gallimard achète les droits de traduction de Lotte in Weimar en décembre 1937 et, fin octobre 1939, le couple Mann demande depuis Pacific Palisades à l'éditeur Bermann Fischer d'envoyer à Louise Servicen la fin du manuscrit de son roman sur Goethe, dont la sortie est initialement fixée à mai 1940.

### L'après-guerre: passage de Gallimard à Albin Michel
La traduction française de Charlotte à Weimar ne paraît toutefois ni en mai 1940, ni en 1941 (date à laquelle Louise Servicen avait achevé son travail), mais quatre ans plus tard, à la Libération. En septembre 1941, Katia Mann tente de calmer l'inquiétude de Bermann Fischer qui, face au silence des éditions Gallimard, de toute évidence incapables d'honorer leur contrat d'édition sous l'Occupation, envisage de faire publier une traduction française du roman chez un éditeur canadien. La femme de Thomas Mann parvient finalement à rassurer l'éditeur en invoquant un revirement de situation, à tout moment possible en France. Louise Servicen profite d'ailleurs de cet ajournement de la publication pour réviser et améliorer sa traduction avec l'aide de sa mère Astiné, ainsi qu'elle le confie de façon très étonnante dans une interview de mai 1975 (cf. plus bas).
En 1948, Gallimard fait paraître en traduction française le dernier tome de la tétralogie de Joseph, Joseph le Nourricier, tandis que l'éditeur de livres d'art Jean Porson publie en 1947 la traduction de Louise Servicen de Les Hauts de Hurlevent d'Emily Brontë, sous le titre Les Hauts des Tempêtes (le roman avait été déjà traduit par Frédéric Delebecque en 1925 sous le titre mémorable: Les Hauts de Hurle-Vent).
1949 marque un passage plus prolongé de la traductrice chez Albin Michel: la maison de la rue Huyghens rachète ainsi Les Hauts des Tempêtes et publie Les Têtes interverties, qui avait été auparavant proposé, en même temps que Das Gesetz, à Grasset. Thomas Mann montre au lendemain de la guerre une certaine lassitude vis-à-vis de la maison Gallimard et suppose, dans une lettre à Martin Flinker du 25 novembre 1946, que ses ouvrages parus chez Gallimard, la tétralogie de Joseph comme Lotte à Weimar, malgré le succès annoncé par l'éditeur, ne gagnent guère le public. Thomas Mann recherche donc un nouveau souffle auprès d'autres éditeurs, tels qu'Albin Michel, dont le directeur littéraire, Robert Sabatier, annonce sa volonté d'inscrire l'écrivain au catalogue. En 1950, la puissante maison d'édition organise une soirée en l’honneur de Thomas Mann à l’hôtel Ritz et lui remet à cette occasion la première version française du « livre de [s]on cœur, résumé de [s]a vie », ainsi qu'il définit lui-même son Docteur Faustus dans le bref discours "Pariser Eindrücke 1950". L’ouvrage remporte un franc succès auprès des critiques, qui, comme Thomas Mann dans son discours, soulignent la maîtrise tout à fait étonnante de la traductrice et saluent sa patiente recherche stylistique (Louise Servicen recourt en effet à une sorte de français mâtiné de Rabelais pour restituer l'allemand précieux et archaïque du héros Leverkühn). Pour un peu, le roman n'aurait cependant pas été traduit par Louise Servicen qui, en 1947, recula devant l'ampleur de la tâche. Félix Bertaux s'était proposé comme traducteur en avril 1947, mais ce fut finalement Thomas Mann lui-même qui écrivit à "Mlle Servicen" afin de vaincre ses dernières réticences.
Les traductions se succèdent à une cadence assez rapide chez Albin Michel : L’Élu (1952), Le Mirage (1954), Les Confessions du chevalier d’industrie Felix Krull (1956), Déception et autres nouvelles (1957), certaines de ces traductions étant soit prépubliées dans diverses revues (La Table ronde, Lettres Nouvelles, etc.), soit reprises ultérieurement dans des collections populaires de club du livre.
Dans les années 1950, Servicen renoue également avec l’italien, depuis sa dernière traduction, les Carnets de Léonard de Vinci, publiés en 1942 par Gallimard et préfacés par Paul Valéry. À partir de 1954, Gallimard fait paraître une édition intégrale des pièces de Luigi Pirandello rassemblant, au sein de neuf volumes, des traductions de Benjamin Crémieux, de sa femme Marie-Anne Comnène et de Louise Servicen.

### Les années 1960-1970
Ces années, comme les précédentes au demeurant, sont jalonnées non seulement de traductions de valeurs de la littérature étrangère : Thomas Mann, mais aussi Henry James, V. S. Naipaul, F. S. Fitzgerald pour divers éditeurs, mais aussi de travaux plus alimentaires, comme un roman de Marguerite Steen, par exemple, ou plusieurs traductions en rapport avec l'art et la géographie pour Albin Michel, dans les années 1960.
De 1966 à 1973, Louise Servicen traduit les lettres de Thomas Mann sélectionnées par sa fille, Erika, et publiées par Fischer (1961-1965) : ce travail de longue haleine donne lieu à quatre volumes chez Gallimard. À partir du début des années 1970, c’est l’œuvre essayistique de Thomas Mann qui connaît un regain d’intérêt, chez Aubier et Grasset. En 1969-1970, alors que paraît un recueil d’essais et discours de Thomas Mann chez Aubier, la fameuse maison détentrice de la collection des bilingues étrangers désespère de trouver des inédits de Thomas Mann à faire traduire et publier et envisage − finalement sans succès − de poursuivre une politique d’édition de textes de Thomas Mann : Madeleine Aubier-Gabail souhaite par exemple rééditer en format bilingue Les Têtes interverties dans la traduction de Louise Servicen, mais le directeur d’Albin Michel, Robert Sabatier, refuse la cession ; Louise Servicen propose pour sa part − là encore infructueusement − de donner une nouvelle traduction de Tristan, dont Fayard garde cependant jalousement les droits acquis auprès de Kra. Dans la maison Grasset, cette nouvelle impulsion coïncide avec l’arrivée de Jacques Brenner, qui devient rapidement un lecteur et un conseiller éditorial d’influence rue des Saints-Pères. À la mort de Geneviève Bianquis, en 1972, Brenner, qui avait déjà fait paraître des traductions de nouvelles de Thomas Mann en 1955 dans les Cahiers des saisons, réédite chez Grasset Altesse royale et charge au préalable Louise Servicen de réviser la version de l’universitaire traductrice de Dijon. L’année suivante, le conseiller éditorial de Grasset préface et publie un recueil de nouvelles de Thomas Mann, comprenant la traduction de Mario et le magicien d'André Gailliard et des récits inédits traduits par Louise Servicen. Les années 1973 à 1979 sont ensuite consacrées à divers essais et discours de Thomas Mann, toujours préfacés par Jacques Brenner, mais traduits conjointement par Louise Servicen et Jeanne Naujac (disparue en 2001), ancienne élève du germaniste Joseph-François Angelloz et agrégée d’allemand (1940) en poste au lycée Camille Sée de Paris : L’Artiste et la société (1973), Les Exigences du jour (1976), Les Maîtres (1979).
En 1975, alors que paraît sa traduction des Considérations d’un apolitique (effectuée là encore avec Jeanne Naujac) et qu’elle reçoit le prix de l’Académie française pour l’ensemble de son œuvre, Louise Servicen disparaît à Boulogne-Billancourt à l’âge de 79 ans.

## Quand Louise Servicen parle de Thomas Mann et de son travail de traductrice
D'une nature extrêmement discrète et modeste qui alimente l'image proverbiale de l'invisibilité du traducteur, Louise Servicen n'aimait guère livrer des éléments d’ordre personnel sur son activité de traductrice, ses traductions ainsi que sur ses rapports avec Thomas Mann. Elle relativisait ses dons linguistiques par quelque bon mot (Jacques Brenner rapporte ainsi : « Si l’on devait admirer les gens qui parlent beaucoup de langues, il faudrait d’abord s’incliner devant les portiers des grands hôtels », répondait un jour Louise Servicen à quelqu’un qui s’émerveillait de la voir connaître parfaitement cinq langues et avoir des lumières sur quelques autres) et détruisit la plupart de ses papiers, à l'exception de sa correspondance avec Thomas Mann, confiée au fonds Thomas Mann de Zurich. Louise Servicen ne laisse dans ses archives que quelques rares coupures de presse relatives à son travail - si l'on fait évidemment abstraction de ses traductions que Gérard Genette, dans Palimpsestes (1982), range au nombre des « chefs-d’œuvre ». Dans deux articles de 1975, elle revient, certes très brièvement, sur Thomas Mann et ses traductions: un entretien avec Nicole Casanova publié dans Le Quotidien de Paris (29 mai 1975), à l'occasion du centenaire de la naissance de Mann, et une courte contribution aux Cahiers de l'Herne Thomas Mann (sous la direction de F. Tristan), intitulée "Thomas Mann et la traduction" (p. 194-195).
C'est lorsqu'elle eut achevé sa traduction des Histoires de Jacob, en février 1934, qu'elle noue un premier contact épistolaire (19 février 1934) avec l'écrivain allemand, afin de lui soumettre quelques points de traduction qu'elle évoque dans les deux documents précités. Elle rencontre Thomas Mann un peu plus tard, à Paris, lorsque ce dernier, en exil et définitivement déchu de sa nationalité depuis le 3 décembre 1936, séjourne brièvement à Paris, le 14 juin 1939. Louise Servicen explique ainsi à Nicole Casanova :

« Quand il est passé par Paris, tout de suite après avoir été déchu de la nationalité allemande. Il m’avait dit alors : ‘Le travail, que deviendrions-nous si nous n’avions pas le travail ?’ Il était assailli par les journalistes. Sa femme lui disait : ‘Tommy, il y a telle ou telle personne qui attend.’ Alors il répondait : ‘Arbeiten muss ich, arbeiten…’ Il était hanté par cette pensée. »

En mai 1950, la traductrice compte également parmi les gens de lettres, membres de l'Académie française, germanistes, traducteurs, philosophes et poètes, invités à la réception mondaine donnée par Albin Michel, à l'occasion de la remise du premier exemplaire du Docteur Faustus à Thomas Mann. Le lendemain de cette réception de mai 1950, Thomas Mann se livre à une séance de dédicace de trois heures Quai des Orfèvres, dans la librairie de son ami l'Autrichien Martin Flinker et de son fils Karl, que Louise Servicen, comme de nombreux germanistes parisiens, fréquentait et connaissait très bien. Elle évoquera ce séjour de 1950 dans les quelques lignes qu'elle confiera à Martin Flinker pour son volume Hommage de la France à Thomas Mann (1955). Elle écrit ainsi:

« D’autres parleront de son génie. Je veux, moi, seulement dire sa grande bonté, l’indulgence qu’il témoigne à celle qui depuis plus de vingt ans a la fierté et la joie d’être sa traductrice, ses bienveillants encouragements quand la tâche semble particulièrement ardue. Pour finir, une petite anecdote: en 1950, lorsqu’il vint faire à Paris un bref séjour qui fut un triomphe, à sa descente d’avion au Bourget, le douanier chargé de la visite des bagages indiqua à Mme Thomas Mann un certain nombre de valises et demanda si elles appartenaient à l’illustre écrivain. Sur la réponse affirmative, il dit : ‘Il n’y a pas à les visiter. Passez.’ Cet hommage d’un obscur gabelou en terre étrangère, n’est-ce pas cela, la gloire ? »

La traductrice lève tout aussi rarement le voile sur sa façon de travailler, mais révèle, par exemple, l’importante contribution de sa mère, personnalité extrêmement exigeante, dans la relecture, voire dans la traduction en soi (Jacques Brenner rapporte dans son article "Les Cent Livres de Louise Servicen" la "fière devise" de "madame Astiné" : « Le mot bon n’a aucun sens quand existe le mot meilleur. »). Louise Servicen ne fait jamais mystère de cette collaboration pour ses premières grandes traductions :

« Il vaut mieux la [l’aventure spirituelle de la traduction] vivre à deux. Avant de travailler avec Mlle Naujac, qui est agrégée d’allemand et tout à fait charmante, j’ai eu le bonheur d’avoir longtemps ma mère auprès de moi. Elle était un guide incomparable. Quand j’ai donné à Gallimard la traduction de Lotte à Weimar, la guerre a éclaté. Ma mère a dit : ‘C’est la plus affreuse catastrophe du monde, mais du moins nous allons pouvoir recommencer Lotte à Weimar’. ‘Pourquoi donc, puisque Paulhan trouve que c’est bon ?’ ‘Le mot bon, a répondu ma mère, n’a aucun sens quand existe le mot meilleur’. Et nous avons recommencé. Pendant quatre ans, nous avons travaillé. La nuit, nous nous réveillions parfois, nous disions : ‘Tel mot serait peut-être plus juste, aurait plus de résonance, serait plus musical, plus exact…’ C’était très passionnant. »

Louise Servicen montre par ailleurs une attention aiguë à ce qu’elle nommait l’« orchestration » de l’œuvre originale et à la nécessité de restituer au plus près la « pianistique »  de l’œuvre, sa musique, le rythme et la couleur des mots originaux. Dans une des seules anecdotes qu’elle livre de sa traduction des Histoires de Jacob, effectuée dans la première moitié des années 1930, la traductrice insiste sur la consubstantialité de la pensée et de la musique chez Thomas Mann et sur le pouvoir fulgurant d’inspiration de la simple « sonorité d’une phrase » :

« Rien n’est plus exaltant, et décevant, pour un traducteur, que le corps-à-corps avec la langue allemande. Alors que l’italien, ou même l’anglais, se transvasent avec une moindre difficulté d’un idiome à l’autre, les vocables germaniques, composés de plusieurs strates, présentent à chaque instant des problèmes délicats. Et dans cette langue si riche et complexe qu’est l’allemand, le ‘thomas-mannien’, si j’ose dire, forme à son tour une langue en soi, avec son rythme musical, les répétitions wagnériennes de ses leitmotive, la cadence de sa longue phrase qui se déroule comme un fleuve aux innombrables affluents et plonge dans l’étonnement ses compatriotes eux-mêmes, la richesse de son vocabulaire. Il faudrait, pour le restituer, disposer de mots à multiples facettes, ou pouvoir les inscrire comme des portées musicales, des accords aux notes superposées. Lui-même a toujours été d’une extrême bienveillance pour tous ses traducteurs ; mais au fond il n’en pensait pas moins, et dans ses Lettres, qui viennent récemment de paraître, il commente avec une indulgence un peu désabusée le problème de la traduction, notamment lorsqu’il s’agit de poésie. C’est surtout, je crois, au rythme qu’il était le plus sensible. Et aussi à la couleur, au mot qui fait balle, qui éclate en fanfare. Il a dit que parfois la sonorité d’une phrase l’incitait à développer − musicalement − telle ou telle pensée.
Quant à la traduction, il se souciait moins du mot à mot que de l’impression produite. On m’excusera de citer un souvenir personnel, mais je me rappelle lui avoir jadis écrit pour lui demander si der schöne Mond, la ‘belle lune’, un des leitmotive des Histoires de Joseph, avait une acception cachée. Il me répondit que der schöne Mond signifiait bien ‘la belle lune’ et que c’était une expression babylonienne ; mais l’épithète lui semblait trop plate en français et il suggéra d’y substituer ‘la lune radieuse’, plus farbvoll, plus colorée à son sentiment. De même pour Rachel, fille de Jacob, en allemand die Rechte. La Bible l’appelle la Droite. Or il était également question d’un des fils de Jacob surnommé der gerade Gad. Gad le Droit. Répéter le même mot ? Je fis part à Thomas Mann de mon scrupule. Il me répondit aussitôt que peu lui importait la traduction littérale et remplaça incontinent Gad le Droit par l’honnête Gad…  »

## Distinctions
- Prix Langlois de l’Académie française en 1943 pour Carnets de Léonard de Vinci
- Prix Halpérine-Kaminski (1972)
- Prix de l’Académie française (1975)

## Publications
Louise Servicen est l’auteur d'une centaine de traductions, allant d’ouvrages de littérature populaire ou documentaire à des chefs-d’œuvre de la littérature mondiale, en passant par de simples articles.

### Traductions
(classées par maisons d’édition)

### Gallimard
- A.E. Zucker (anglais), La Vie d’Ibsen le constructeur, 1931
- Constance Sitwell (anglais), Fleurs et Éléphants, 1933
- Stuart Chase (anglais), Mexique : Étude comparée des deux Amériques, 1935
- Eugénie Schumann (allemand), Robert Schumann, 1937
- Léonard de Vinci (italien), Carnets, 1942

- Thomas Mann (allemand)
  - Joseph et ses frères : Les Histoires de Jacob, 1935
  - Le Jeune Joseph, 1936
  - Joseph en Égypte, 1938
  - Joseph le nourricier, 1948
  - Charlotte à Weimar, 1945
  - Lettres, 4 volumes, avant-propos d’Erika Mann, 1966-1973

- Luigi Pirandello (italien)
  - Un, personne et cent mille, roman, 1934
  - Théâtre, traductions de Benjamin Crémieux, Marie-Anne Comnène et Louise Servicen, 1954

- Hans Scholz (allemand), Aux abords verdoyants de la Spree, 1960
- Elio Vittorini (italien), Journal en public, 1961
- Gregor von Rezzori (allemand), L’Hermine souillée, 1961
- V.S. Naipaul (anglais), Une maison pour monsieur Biswas, 1964
- F.S. Fitzgerald (anglais), Les Heureux et les Damnés, 1964
- David Lytton (anglais), Les Habitants du Paradis, 1966.
- Oskar Kokoschka, Mirages du passé, 1966
- Erika Mann (allemand), La Dernière Année, 1967
- Lucy Boston, Les Cheminées enchantées, 1968
- N. Mosley (anglais), Assassins, 1969
- Thomas Bernhard, La Plâtrière, 1974

### Albin Michel
- Gustav Frenssen (allemand), Le Naufrage de l’Anna-Hollmann, 1942
- Gustav Frennsen, Jörn Uhl (allemand), traduction sous le pseudonyme de Pierre Vence?, 1943
- Hans Fallada (allemand), Gustave-de-fer, traduction sous le pseudonyme de Pierre Vence ?, 1943
- Hans Grieshaber, Vingt Ans de voyage autour du monde, 1946 (réédition en 1955 sous le titre : Trente ans de voyage autour du monde)

- Thomas Mann (allemand)
  - Les Têtes interverties, 1949
  - Docteur Faustus, 1950
  - L’Élu, 1952
  - Le Mirage, 1954
  - Les Confessions du chevalier d’industrie Felix Krull, 1956
  - Déception et autres nouvelles, 1957

- Emily Brontë (anglais), Les Hauts des Tempêtes, 1949
- René Fülöp-Miller (anglais), Dostoïevski, l'intuitif, le croyant, le poète, 1954
- Henry James (anglais), Le Dernier des Valerii et autres nouvelles, 1959
- Thubten Dschigme Norbu, Heinrich Harrer (allemand), Tibet, patrie perdue, 1963
- Julius Meier-Graefe (allemand), Vincent Van Gogh : le roman de celui qui cherchait Dieu, 1964

Collection « L’Art dans le monde »
- H.D. Disselhoff, Amérique précolombienne : les hautes civilisations du Nouveau monde, 1961
- A. Bühler, Océanie et Australie, 1962
- I. Woldering, Égypte : l’art des pharaons, 1963
- K. Jettmar, L’Art des steppes, 1965
- P. Verzone, L’Art du haut Moyen âge en Occident, 1975

### Grasset
- Thomas Mann (allemand)
  - Altesse royale, traduction de G. Bianquis, révisée par L. Servicen, préface de J. Brenner, 1972.
  - Mario et le magicien, et autres nouvelles, traductions d’A. Gaillard et L. Servicen, préface de J. Brenner, 1973.
  - L’Artiste et la Société, préfacé par J. Brenner, 1973.
  - Considérations d’un apolitique, traduction de L. Servicen et J. Naujac, préface de J. Brenner, 1975.
  - Les Exigences du jour, traduction de L. Servicen et J. Naujac, préface de J. Brenner, 1976.
  - Les Maîtres, précédé de Frédéric et la Grande Coalition, traduction de L. Servicen et J. Naujac, préface de J. Brenner, 1979.

- Ernst Jünger, Rivarol et autres essais, traduction de Jeanne Naujac et Louis Eze, 1974.

### Plon
- Hugo von Hofmannsthal (allemand), Lettres : 1919-1929, 1960
- Thomas Mann (allemand), Le Journal du Docteur Faustus, 1961
- Reinhard Lettau (allemand), Promenade en carrosse, nouvelles, 1963

### PUF
- Thomas Mann (allemand), Essai sur Schiller, 1956

### Aubier-Montaigne (Flammarion)
- Friedrich Nietzsche (allemand), Ainsi parlait Zarathoustra, traduction de G. Bianquis, révisée et complétée par Louise Servicen, 1969
- Henry James (anglais), Nouvelles, 1969
- Henry James (anglais), Histoires de fantômes, 1970
- Thomas Mann (allemand), Sur le mariage ; Freud et la pensée moderne ; Mon temps, 1970

### Denoël
- Henry James (anglais), Carnets, 1954
- Henry James (anglais), La Maison natale et autres nouvelles, 1972
- Klaus Mann (allemand), Mephisto, 1975

### Calmann-Lévy
- E. Welty (anglais), La Fille de l'optimiste, 1974.

### Éditions du Rocher
- Friedrich Nietzsche (allemand), Lettres à Peter Gast, 1957

### Librairie des Champs-Élysées
- Dorothy L. Sayers, Lord Peter et l'Inconnu, coll. « Le Masque » no 282, 1939

### Del Duca
- Felice Bellotti (italien), Formose, l'île aux deux visages, 1959

### Tallandier
- R.L. Stevenson (américain), Le Roi de Babylone, 1932